# Adrahentina
Adrahentina es un género de foraminífero bentónico de la familia Fabulariidae, de la superfamilia Alveolinoidea, del suborden Miliolina y del orden Miliolida. Su especie tipo es Adrahentina iberica. Su rango cronoestratigráfico abarca desde el Campaniense medio hasta el Maastrichtiense (Cretácico superior).

## Clasificación
Adrahentina incluye a la siguiente especie:
- Adrahentina iberica